# Souzy-la-Briche
Souzy-la-Briche là một xã ở tỉnh Essonne thuộc vùng Île-de-France miền bắc nước Pháp.
Theo điều tra dân số năm 1999, dân số xã này là 432 người. Ước tính dân số năm 2007 là 375.
Danh xưng cư dân địa phương Souzy-la-Briche trong tiếng Pháp là Souzéens.